# Río Verde (Chile)
Río Verde ist eine Kommune im Süden von Chile. Sie liegt in der Provinz Magallanes, die ihrerseits zur Región de Magallanes y de la Antártica Chilena gehört.

## Geografie
Río Verde befindet sich am Pazifik nördlich der Magellanstraße in der Nähe der Insel Riesco und am Seno Skyring, einem Meeresarm. In der Nachbarschaft befindet sich die Hafenstadt Punta Arenas. Nachbargemeinden sind außerdem Puerto Natales und Laguna Blanca.